# بيلفي (أونتاريو)
بيلفي، أونتاريو (بالإنجليزية: Belleville)‏ هي مدينة كندية تقع في مقاطعة أونتاريو. تبلغ مساحة هذه المدينة 246.761 (كم²)، ويبلغ عدد سكانها 48821 نسمة حسب إحصاء سنة 2006 م، بينما كان يسكنها 46029 نسمة في سنة 2001 م. تحتل هذه المدينة المرتبة رقم 95 بين مدن كندا حسب عدد السكان والمرتبة رقم 41 في المقاطعة. نما عدد السكان في هذه المدينة بنسبة (6.1) بين العامين المذكورين.

## توأمة
لبيلفي (أونتاريو) اتفاقيات توأمة مع:
- لار

## أعلام
- برايان برايس
- إستيل كلاين
- بريت هال
- واين براون
- بوبي هال
- روسكو روبسون
- آفريل لافين
- فلويد كروفورد
- بروس بالمر
- لي أرون

## وصلات خارجية
- الأطلس الحكومي لكندا
- إحصاءات كندا مع ساعة تعداد السكان